# Zaluzania subcordata
Zaluzania subcordata là một loài thực vật có hoa trong họ Cúc. Loài này được W.M.Sharp miêu tả khoa học đầu tiên năm 1935.